# Bruno Meneghel
Bruno Meneghel (ur. 3 czerwca 1987 w Vitória) – brazylijski piłkarz występujący na pozycji napastnika.

## Kariera piłkarska
Od 2009 roku występował w Resende, Goiás EC, Náutico, Criciúma, América, Qingdao Jonoon, Dalian A’erbin, Cerezo Osaka i Changchun Yatai.